# محرث (الرجم)

تعديل مصدري - تعديل

محرث هي إحدى قرى عزلة بني عواض بمديرية الرجم التابعة لمحافظة المحويت، بلغ تعداد سكانها 160 نسمة حسب تعداد اليمن لعام 2004.